# Lista de capítulos de Tokyo Mew Mew
Os capítulos da série de mangá Tokyo Mew Mew foram escritos por Reiko Yoshida e ilustrados por Mia Ikumi. O primeiro capítulo foi publicado em Setembro de 2000, na edição de Nakayoshi, onde foi serializado mensalmente e concluído na edição de Fevereiro de 2003. A série é focada no quinteto de meninas infundidas com o DNA de animais raros que lhes concedem poderes especiais e que lhes permitem se transformarem nas "Mew Mews". Lideradas por Ichigo Momomiya, as garotas protegem a Terra de alienígenas que desejam invadi-la. A sequência, Tokyo Mew Mew à la Mode (東京ミュウミュウあ・ら・もーど) foi escrita e ilustrada pela Mia Ikumi, e serializada pela Nakayoshi entre Abril de 2003 até Fevereiro de 2004. A sequência apresentou uma nova Mew Mew, Berry Shirayuki, que se torna a líder temporária das Mew Mews, que enfrentam uma nova ameaça sob a forma de Saint Rose Crusaders.
Os 27 capítulos sem títulos, foram publicados em sete volumes independentes pela editora Kodansha, em 1 de Fevereiro de 2001, o último volume foi lançado em 4 de Abril de 2003. Os 11 capítulos de Tokyo Mew Mew a la Mode, foram publicados em dois volumes tankōbon em 6 de Novembro de 2003 e 6 de Abril de 2004. Tokyo Mew Mew, também foi adaptada para uma série de anime de 52 episódios pelo Studio Pierrot, estreou no Japão pelos canais TV Aichi e TV Tokyo entre 6 de Abril de 2002 até 29 de Março de 2003, em Portugal o anime foi transmitido pela SIC e pelo Canal Panda e no Brasil pelo Cartoon Network e Boomerang sob o título de As Super Gatinhas. O mangá foi publicado na França pela editora Pika Édition, na Polónia por Japonica Polonica Fantastica, na Finlândia por Sangatsu Manga e na Alemanha, Dinamarca e Suécia por Carlsen Comics.
Tokyo Mew Mew foi licenciado na América do Norte pela editora Tokyopop, que lançou o primeiro volume do mangá, em 8 de Abril de 2003 e o volume final foi lançado em 11 de Maio de 2004. A distribuidora também adquiriu a sequência Tokyo Mew Mew a la Mode, publicando o primeiro volume em 7 de Junho de 2005 e o segundo em 8 de Dezembro de 2006. As versões originais em japonês dos capítulos não tiveram nomes, enquanto a Tokyopop adicionou os nomes dos capítulo no lançamento em inglês, por vezes combinando os capítulos numerados sob um único nome. Tokyo Mew Mew e sua continuação estão entre as primeiras séries de mangá que a Public Square Books escolheu para lançar no idioma espanhol na América do Norte. Tokyo Mew Mew também foi lançado na Singapura em inglês pela Chuang Yi.
No Brasil, Tokyo Mew Mew foi licenciado pela Panini Comics e publicado no Planet Manga entre Outubro de 2010 até Outubro de 2011.

## Tokyo Mew Mew

### Volumes 1~7
| - Capítulos 1–4 |

| - Capítulos 5–9 |

| - Capítulos 10–13 |

| - Capítulos 14–16 |

| - Capítulos 17–20 |

| - Capítulos 21–24 |

| - Capítulos 25–27 |

## Tokyo Mew Mew à la Mode

### Volumes 1~2
| - Capítulos 1–6 |

| - Capítulos 7–10 |